# Bollebygds tingslag
Bollebygds tingslag var till 1920 ett tingslag i Älvsborgs län i landskapet Västergötland. 
Tingslaget omfattade Bollebygds härad och dess tingsplats var Flässjum, nu en del av tätorten Bollebygd.
Tingslaget bildades 1680 och uppgick 1 januari 1920 i Ås, Vedens och Bollebygds tingslag.
Tingslaget ingick från 1696 i Marks, Vedens och Bollebygds häraders domsaga.